# Claudio Saracini
Claudio Saracini (Il Palusi) (Siena, 1º luglio 1586 – 20 settembre 1630) è stato un compositore e liutista italiano, uno dei più importanti compositori nello stile monodico.

## Biografia
Nacque da nobile famiglia, probabilmente a Siena. Poco si sa della sua educazione, ma si suppone che compisse lunghi viaggi durante la gioventù, date non solo le numerose amicizie tra personalità straniere - come si nota dalle dediche delle sue composizioni a vari esponenti della nobiltà europea - ma anche musicalmente si mostrò aperto agli influssi di tradizioni musicali estere. Non sussiste traccia documentaria che esercitasse mai professionalmente il mestiere di musico; con ogni probabilità fu un dilettante di grande talento, ammirato anche da Claudio Monteverdi. Talvolta si trovano riferimenti a lui sotto il nome de Il Palusi, senza che questo aiuti a collocarne meglio la figura.
Tutte le sue opere furono pubblicate a Venezia tra il 1614 e il 1624.

## Opera e influenza
Della sua musica ci sono pervenute 133 composizioni monodiche, canzoni profane per voce sola con accompagnamento strumentale, la cui linea è normalmente abbellita con ricchi melismi. Quasi tutte, salvo una, sono su testo italiano, e comprendono un'ampia gamma di argomenti, seri, umoristici ed erotici. Il suo stile alterna andamento diatonico e cromatico, e presenta punti di affinità con lo stile del monodista contemporaneo Sigismondo d'India anche per l'individuato sperimentalismo.
Quello che distingue Saracini dagli altri coevi è il ricorso a materiali tematici tratti dalle tradizioni popolari di vari paesi, tra cui quella dei Balcani, un'assoluta rarità nella musica italiana del primo Barocco, e probabile traccia di suoi viaggi giovanili in quelle regioni. L'influenza balcanica è particolarmente sensibile nelle sue canzoni strofiche, una delle quali è in 5/4 (benché scritta in doppio metro); i metri asimmetrici sono tipici della musica balcanica, mentre sono assenti nella musica italiana.
Le opere di Saracini hanno incontrato un nuovo favore nel corso del XX secolo, dopo un lungo periodo di oblio. Il suo linguaggio sperimentale attrasse dapprima l'attenzione dei musicologi, per poi finire sempre più frequentemente nei programmi di vari esecutori; sono ormai relativamente reperibili sue composizioni su disco, anche se spesso in antologie comprendenti opere di contemporanei, come Monteverdi o Alessandro Grandi.
L'unica sua composizione a godere d'ininterrotta fortuna, fatto significativo per un autore sensibile al patrimonio musicale popolare, è la melodia che dal '600 in poi ha accompagnato l'improvvisazione di ottavine da parte dei poeti estemporanei.

## Opere pubblicate
- Le Musiche... nelle quali sono Madrigali a 1 voce e continuo (Venezia) 1614.
- Le seconde musiche per cantar et sonar nel chitarrone arpicordo et altri stromenti. Et nel fine il Lamento della Madonna in stile recitativo (Venezia) 1620.
- Le terze musiche...Et nel fine il pianto della Beata Maria Vergine in stile recitativo (Venezia) 1620.
- Le quinte musiche...da cantar (Venezia) 1624.
- Le seste musiche... da cantar (Venezia) 1624.

## Discografia
- 2 brani in Canti Amorosi Nigel Rogers Tenore. Archiv Produktion 1972